# Klaus Struve
Klaus Struve (* 10. September 1942 in Schenefeld; † 21. August 2022 in Oldenburg) war ein deutscher Erziehungswissenschaftler.

## Leben
Nach einer Steinmetzlehre (1959–1962) im Steinmetzbetrieb und Marmorwerk Ernst Kolbe, Itzehoe, und einem Studium (1968–1971) für das Lehramt an berufsbildenden Schulen an der Universität Hamburg mit den Fächern Erziehungswissenschaft, Bautechnik, Germanistik und Philosophie legte Struve 1971 die erste Staatsprüfung für das Lehramt an berufsbildenden Schulen ab. Nach der Promotion 1976 an der Philosophischen Fakultät der Universität Münster mit den Fächern Pädagogik, Germanistik und Philosophie und dem Vorbereitungsdienst (1976–1977) für das Lehramt an berufsbildenden Schulen am Bezirksseminar in Essen absolvierte er 1977 die zweite Staatsprüfung für das Lehramt an berufsbildenden Schulen. Er wurde 1978 Akademischer Rat für allgemeine Behindertenpädagogik im Fachbereich Pädagogik der Carl von Ossietzky Universität Oldenburg mit dem Schwerpunkt soziale und berufliche Rehabilitation Benachteiligter und Behinderter. Von 1999 bis 2007 war er Professor (C3) für Erziehungswissenschaft unter besonderer Berücksichtigung der Berufspädagogik mit dem Schwerpunkt Didaktik der beruflichen Fachrichtungen Bautechnik, Holz- und Kunststofftechnik, Farbtechnik und Raumgestaltung oder Elektrotechnik in Hamburg.
Zusammen mit Gerhard H. Duismann unterstützte er in der Arbeitsgemeinschaft Technikgeschichte der Gesellschaft für Arbeit, Technik und Wirtschaft im Unterricht (GATWU) die Entwicklung eines didaktischen Modells historisch-genetischen Lehrens und Lernens, als „Erkenntnisprinzip und zu entwickelnde Leitmethode“ von Gestaltungskompetenz. Hierzu trug er mit vielen fachlich sehr weit gestreuten eigenen Forschungs- und Entwicklungsbeiträgen bei, stets verstanden auch als Beitrag zu einem „dialektischen Prozess des Lehrens und Lernens in Schule und Hochschule“.

## Schriften (Auswahl)
- mit Gerhard H. Duismann: Arbeit, Technik und Produktion im Oldenburger Land. Historisch-genetischer Unterricht an allgemeinbildenden Schulen. Oldenburg 1987, OCLC 75020208.
- mit Gerhard H. Duismann: Arbeitslehre/Polytechnik – Die Geschichte von Arbeit, Technik und Produktion im Unterricht, Oldenburg 1988, ISBN 3-8142-0288-0.
- mit Peter M. Kleine: idee christian dell – Einfache, zweckmäßige Arbeitsleuchten aus Neheim, Arnsberg 1995, ISBN 3-928394-13-4
- Die organische Form. 1930 bis 1960: Produktgestaltung. Bremen 2003, ISBN 3-00-010993-5.
- mit Michael Schimek (Hrsg.): Tür auf – Licht an! Leuchten und Türbeschläge 1900–1960. Cloppenburg 2016, ISBN 3-938061-36-7.